# Абдрахманов, Турубай
Турабай Абдрахманов Торобай Абдырахманов (1913—????) — бригадир колхоза «Эркин» Куршабского района Ошской области, Киргизская ССР, Герой Социалистического Труда (1948). Лишен звания Героя Социалистического Труда в 1963 году.

## Биография
Родился в 1913 году в селе Кароол Андижанского уезда Ферганской области Туркестанского края, ныне — Узгенского района Ошской области Киргизии, в крестьянской семье. Малограмотный.
Работал в сельском хозяйстве до призыва на военную службу в Красную Армию в 1940 году.
Участник Великой Отечественной войны с августа 1941 года. Боевое крещение получил в оборонительных боях на Смоленском направлении в составе 325-й стрелковой дивизии. Был дважды тяжело ранен: 2 августа 1941 года и 17 октября 1942 года. После излечения дальнейший боевой путь прошёл стрелком 9-й роты 268-го гвардейского стрелкового полка 90-й гвардейской стрелковой дивизии.
После демобилизации в 1945 году вернулся на родину. Будучи инвалидом 2-й группы, работал в колхозе «Эркин» Куршабского района, был бригадиром полеводческой бригады. После неурожайного из-за засухи 1946 года в следующем году труженики его бригады получили урожай пшеницы 31,6 центнера с гектара на площади 24 гектара.
Указом Президиума Верховного Совета СССР от 26 марта 1948 года за получение высокого урожая пшеницы, хлопка, сахарной свёклы в 1947 году Абдрахманову Турубаю присвоено звание Героя Социалистического Труда с вручением ордена Ленина золотой медали «Серп и Молот».
Этим же указом высокого звания были удостоены передовые звеньевые его бригады Тулвай Кайназаров и Айты Камчибеков.
В дальнейшем работал бригадиром в колхозе имени Жданова в том же районе. В мае 1955 года арестован по обвинению в уголовном преступлении, исключён из партии.
В августе 1955 года судебной коллегией по уголовным делам Ошского областного суда осуждён к 10 годам лишения свободы. Обвинялся в том, что в мае 1955 года во время праздника участвовал в убийстве односельчанина, совершённом при отягчающих обстоятельствах. Суд ходатайствовал о лишении наград. По вине работников областного суда награды и документы не были своевременно представлены в Верховный совет СССР.
В октябре 1960 года дело было пересмотрено, мера наказания был снижена до 5 лет. При вторичном рассмотрении вопрос о лишении наград не обсуждался. За отбытием срока наказания был освобождён.
Вернулся домой. С июля 1961 года работал звеньевым по заготовке кормов в совхозе «Куршаб». Обратился в Верховный совет СССР с ходатайством о возвращении изъятых наград. К письму прилагалась положительная характеристика из совхоза. После рассмотрения вопроса и с учётом мнения Президиума Верховного Совета Киргизской ССР (по сообщению Узгенского производственного колхозно-совхозного управления, после получения нужной характеристика Абдрахманов фактически прекратил работать), было принято решение о лишении звания и наград.
Указом Президиума Верховного Совета СССР от 19 июля 1963 года за совершение тяжкого преступления (убийства) Абдрахманов Турубай лишён звания Героя Социалистического Труда и всех наград.
Проживал в поселке колхоза «Куршаб» Узгенского района. Дата смерти неизвестна.

## Награды
- Герой Социалистического Труда (1948) (лишен награды в 1963 году)
- Орден Ленина (1948) (лишен награды в 1963 году)
- Медаль «За отвагу» (1945)
- медали